# Kossiach
Kossiach (slowenisch Kozje) ist eine kleine Ortschaft in der Marktgemeinde Ebenthal in Kärnten im Bezirk Klagenfurt-Land in Kärnten. Kossiach hat 63 Einwohner (Stand 1. Jänner 2024).

## Geographie
Der ehemalige Großweiler liegt am Südrand der östlichen Sattnitz. Die Hochfläche von Radsberg ist hier zu einer Teilscholle abgebrochen. Der Abbruch von der nördlich gelegenen Feldflur von Schwarz in rund 780 m auf die Feldflur von Kossiach in rund 650 m beträgt mehr als 200 m. Nach Süden bricht die Konglomerattafel der Sattnitz nochmals steil mit ca. 200–300 m zum Draufluss ab. Die Ortschaft ist von weiten Waldungen umgeben. Die Brennholznutzung und der Verkauf in Klagenfurt waren durch Jahrhunderte hindurch eine wichtige zusätzliche Einnahmequelle der Bauern.

## Geschichte
1321 verkaufte Niklaus von Eberstein einem Hermann dem „Scoedil“, Diener des Schenken von Osterwitz, eine Hube zu Kossiach. Dessen Nachfolger verkauften diese Hube rund 50 Jahre später erneut weiter.
1488 scheint das Stift Viktring hier mit 2 ½ Mansen auf. Thomas und Jakob und dessen gleichnamiger Sohn sind die Besitzer
1496 und 1515 werden 4 Huben genannt, auf denen zwei Bauern sitzen: Clement und Thomas, von denen jeder von zwei Huben dient. Davon dienen zwei Huben zum „Skodl Jahrtag“. Sie scheinen also durch Schenkung von einem der Nachfahren des Hermann Scoedil an Viktring gelangt zu sein. Wie bei Schwarz, hat Viktring auch hier seinen Besitzstand gewahrt, als es 1529 wegen der Türkensteuer den vierten Teil seiner Besitzungen abstoßen musste. 1549 dienen ein Urban Clement und ein Ruprecht Quder, Sohn eines Lukas, von je 1 ½ Huben nach Viktring. Da sich die Besitzverhältnisse, zumindest was Viktring betrifft, offenbar sehr stabil gehalten haben und außerdem in diesen Zeiten Besitzername und Hausname meist parallel gingen, also durchaus austauschbar waren und wir außerdem 1827 zwei zu Viktring gehörende Huben, Pettnig und Queder, feststellen, handelt es sich bei diesen Höfen mit großer Sicherheit um die heutigen Höfe vlg. Pettig und Queder.
1672 dient ein „Millian“ (=heute vulgo Mellan) von einer Hube nach Ebenthal
1682 sitzt hier ein Urban Rogaunig oder Millian, der von der Millianhube dient. 1744 stirbt Simon Rogaunig und der vollkommen herabgekommene Hof kommt an Valentin Oblak. Damals scheinen ein Lukas Pogoriutschnig als Grafensteiner und ein Thomas Oblack (Pettig)als Viktringer Untertan auf.
1827 finden wir folgende Untertanenverhältnisse:
- Grafenstein hat den vlg.Pogoriutschnig, wobei das Pogoriutschnig Zulehen dem Pfarrhof Radsberg gehört, ferner Sedlischnig (K 14), Janasch (K 16) und Srepou (K 18)
- Der Pfarrhof Radsberg hat neben dem Zulehen auch Lipusch (K 4) und Oblak (K 8)
- Viktring hat den vlg. Pettig (K 5) und Queder (K 10)
- Ebenthal hat den vlg. Mellan (K 11)
- Welzenegg den vlg. Strutz (K 12)
- Gut Metnitz hat den Pader (K 15)

## Wirtschaft
1973 gab es in Kossiach insgesamt 12 Häuser, davon zwei Arbeiterwohnhäuser. In der Ortschaft wurde ausschließlich Landwirtschaft betrieben: Ackerbau, Grünlandwirtschaft und Viehhaltung. Es gab damals 9 Landwirtschaftliche Betriebe, davon 6 Vollerwerbsbetriebe, 2 Zuerwerbs- und 1 Nebenerwerbsbetrieb. Ein Betrieb, K 11 war ausgelaufen, und hatte seine Feldflur verpachtet.

## Feldflur
In der Feldflur von Kossiach wechseln große, vollkommen unregelmäßige, Feldstücke mit kleineren, rechteckigen. Dabei zeigt sich eine deutliche Differenzierung zwischen den Fluren der 7 Höfe, die den Weiler selbst bilden und den außerhalb gelegenen. Während die Blockflur des Weilers Gemengelage aufweist, zeigen die außerhalb gelegenen Wirtschaften durchwegs Einödfluren. Dies kann eine Einödblockflur sein, wie die große Flur des vlg. Pogoriutschnig, sie kann aber auch eine unregelmäßig streifenförmige sein, wie jene des vlg. Janasch oder Pader. Die Sprep keusche gehört ganz offensichtlich einer sehr späten Phase an und ist auf Gemeindegrund entstanden. Flurkorrespondenzen bei K5 und K11 und K4 und K8 weisen offenbar auf Hofteilungen hin. Möglicherweise sind auch K12 und K14 erst durch spätere Hofteilung aus K10 entstanden, denn als einzige Höfe des Weilers weisen sie keinen Hofanschluss ihrer Parzellen auf. Dieser wird ihnen durch die Flur des vlg. Queder verwehrt.